# Shōji Ueda
Shōji Ueda, en idioma japonés 植田 正治 Ueda Shōji, ( 27 de marzo de 1913 - 4 de julio de 2000 ) fue un fotógrafo japonés.  Realizó la mayoría de sus obras en una franja de unos 350 km entre las prefecturas de Tottori, de Hyōgo y de Yamaguchi. Está considerado como el principal representante del surrealismo en la fotografía japonesa.
Realizó sus estudios de educación secundaria en la escuela de Yonago donde commenzó a interesarse por la fotografía en tercer curso, al finalizar estos estudios se inscribió en el Círculo Yonago de fotografía y en 1932 comenzó sus estudios en la Escuela Oriental de Fotografía de Tokio. En 1933 abrió su propio estudio fotográfico y se unió a la Asociación Fotográfica de Japón (Nihon Kouga Kyoukai). En 1937 fue uno de los fundadores del grupo fotográfico Chūgoku Shashinka Shūdan (中国写真家集団) junto a Ryōsuke Ishizu, Kunio Masaoka y Akira Nomura que se encargaba de hacer exposiciones en Tokio y difundir la fotografía como arte.
En 1947 entró a formar parte del grupo Ginryūsha y en esos años comenzó a hacer fotografías de las dunas de Tottori que formaron parte importante en su universo expresivo particular y a partir de 1951 fueron el escenario de sus desnudos. En 1954 ganó el Premio Nika y en 1960 realizó una exposición en el Museo de Arte Moderno de Nueva York. En 1978 y 1987 participó como invitado a participar en los Encuentros de Arlés y en 1982 su obra fue seleccionada para la exhibición de la Photokina. Entre 1975 y 1994 fue profesor en la Universidad Kyūshū Sangyo. En 1993 se realizó una gran exposición suya en Tokio, una representación de su trabajo se pudo contemplar en España en 2005 con una exposición llamada "Una línea sutil: Shoji Ueda 1913-2000", que dio lugar a una publicación conjunta del Museo del Elíseo y la Casa Europea de la Fotografía (MEP).
En 1995 se abrió el Museo de Fotografía Shōji Ueda con gran parte de su obra en la ciudad de Hōki de la Prefectura de Tottori, en unas instalaciones diseñadas por Shin Takamatsu.
En 1996 fue nombrado Caballero de la Orden de las Artes y las Letras por el gobierno francés.